# Ruppiner Platte
Die Ruppiner Platte ist eine zirka 400 km² große, leicht hügelige Grundmoränenplatte im südlichen Teil des Ruppiner Landes, nördlich des Rhinluches im Landkreis Ostprignitz-Ruppin. Sie bildet einen Naturraum im Nordbrandenburgischen Platten- und Hügelland.
Im Norden grenzt die Landschaft an die Wittstock-Ruppiner Heide, im Westen geht die Platte in die Dosseniederung über. Sie wird, bedingt durch die fruchtbaren Böden, fast ausschließlich landwirtschaftlich genutzt. Der Ostteil der Platte wird am Ruppiner See vom Rhin  durchzogen. Die Ruppiner Platte bildet zusammen mit der Granseer Platte, der Rüthnicker Heide und Wittstock-Ruppiner Heide die naturräumliche Haupteinheit der Ruppiner Heiden und Platten.
Einziges Waldgebiet ist der Forst Grünaue, ein 3000 Hektar großes Waldgebiet südöstlich von Neustadt. Ein Teil der Platte, das Wahlendorfer Luch nördlich von Neuruppin, ist als FFH-Gebiet ausgewiesen. Im Westen der Landschaft besteht für das Naturschutzgebiet „Bückwitzer See und Rohrlacker Graben“ ein besonderer Schutz.

## Weblink
- Landschaftssteckbrief 77701 Land Ruppin des Bundesamtes für Naturschutz (bezieht sich auf die Ruppiner Platte)

Koordinaten: 52° 53′ 26,5″ N, 12° 38′ 47,8″ O